# Golden Rock (begraafplaats)

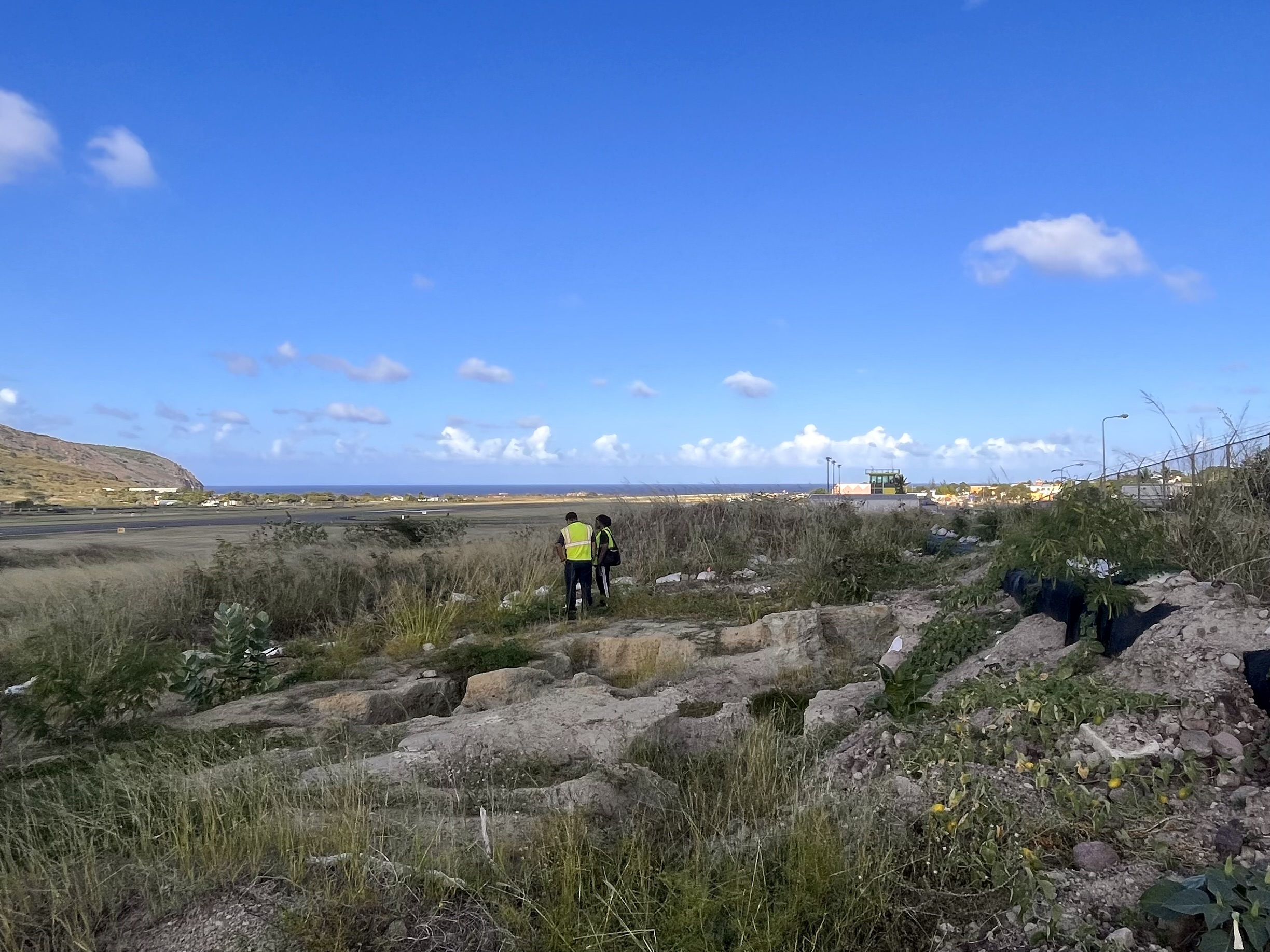
Opgraving bij de Golden Rock begraafplaats Sint Eustatius

De Golden Rock begraafplaats is een niet gemarkeerde historische begraafplaats van tot slaafgemaakte Afrikaanse mannen, vrouwen en kinderen, gelegen op het terrein van het vliegveld op Sint Eustatius, in de zogenaamde 'Cultuurvlakte'. De begraafplaats maakte deel uit van de voormalige plantage Golden Rock. 

## Geschiedenis
Sint Eustatius was een belangrijke doorvoerhaven in de trans-Atlantische slavenhandel vanwege de strategische ligging, de diepe haven en het systeem van vrije handel. Het kleine eiland speelde een belangrijke rol bij de overslag van buitgemaakte Afrikanen op de Britse, Franse en Spaanse eilanden in het oostelijk deel van het Caribisch gebied. Hoewel er geen grote plantage-economie was, waren er in de achttiende eeuw toch nog 75 plantages op het eiland. De Golden Rock Plantage op Sint Eustatius was hiervan een van de grootste, centraal gelegen tussen de heuvels Signal Hill en Little Mountain in het noordwesten en de slapende vulkaan The Quill in het zuidoosten. De naam 'Golden Rock' is afgeleid van de bijnaam van het rotsachtige eiland in de periode van de achttiende eeuw toen de welvaart zeer groot was.

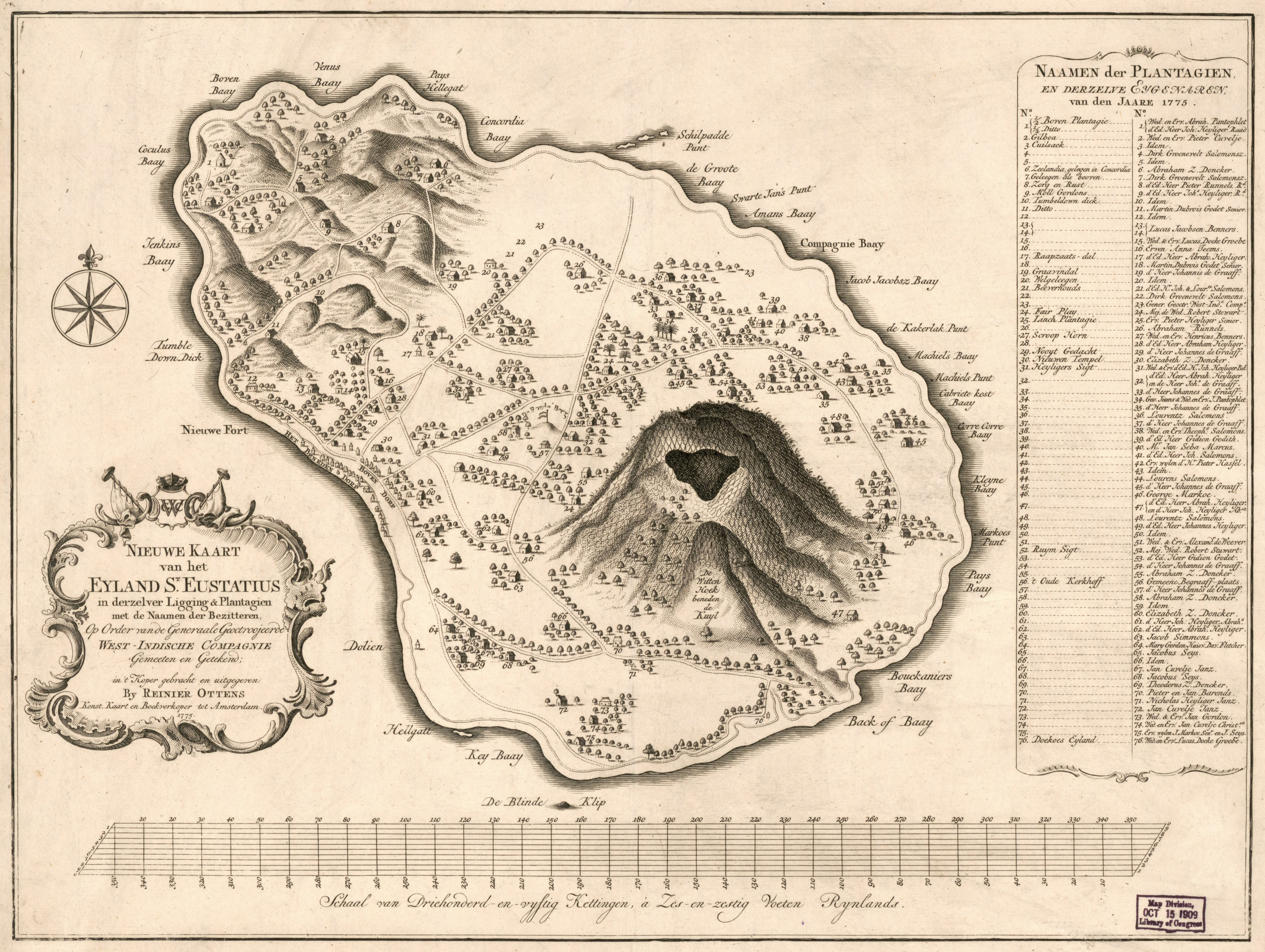
Topografische kaart van Sint Eustatius met de ligging van de plantages. Met daarop de namen van de eigenaren, opgemeten en getekend in opdracht van de WIC (West Indische Compagnie). R. Ottens 1775 (Library of Congress LOC 74691604)

## Archeologische opgravingen
Archeologisch onderzoek rond de Golden Rock werd gedaan in 1923 door J.P.B. Josselin de Jong, in 1981 door J.B. Haviser en tussen 1984-1989 door A.H. Versteeg, K. Schinkel en anderen. In juni 2021 werd bekend gemaakt dat een internationaal team van archeologen was begonnen met opgravingen van mogelijk een van de grootste slavenbegraafplaatsen in het Caribisch gebied.

## Herdenking

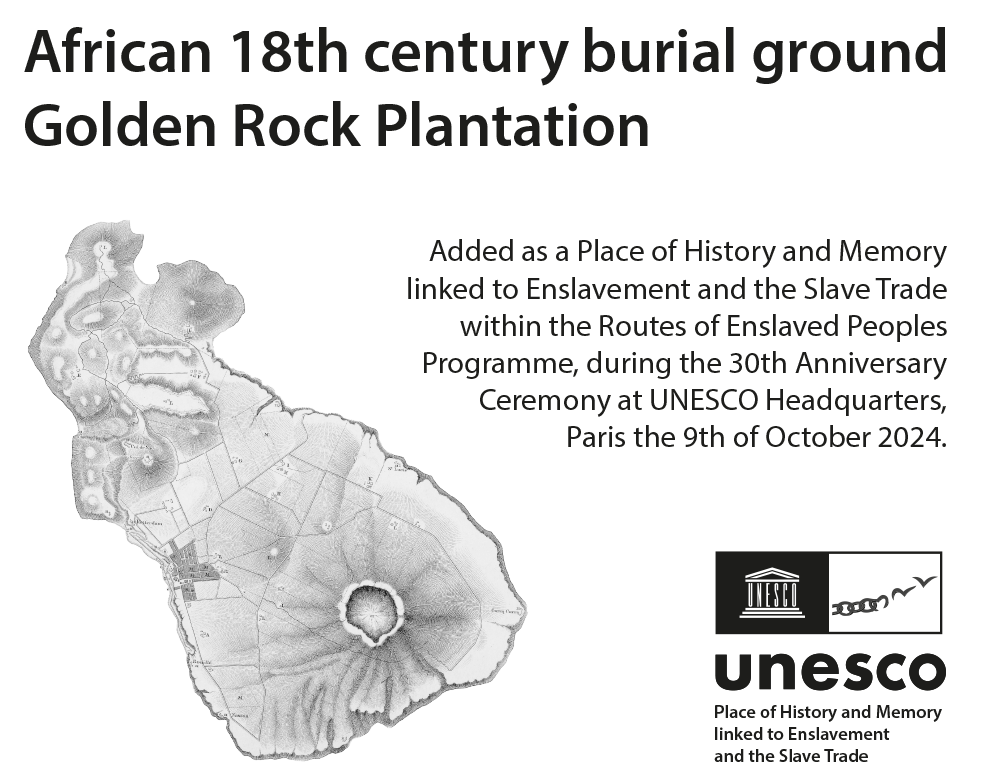
De Unesco Golden Rock Plaquette voor de African 18th century burial ground of the Golden Rock Plantation in het kader van het Routes of Enslaved Peoples Programme waarbij de begraafplaats is erkend als Place of history and memory linked to enslavement and the slave trade